# Rissläktet
Rissläktet (Oryza) är släkte inom familjen gräs, omfattande cirka 18 olika arter. De viktigaste arterna för människan är asiatiskt ris (O. sativa), en ettårig, 1 meter hög stråväxt med långa blad och enblommiga småax i en hängande vippa, och afrikanskt ris (O. glaberrima).
Efter vete är ris det mest odlade sädesslaget i världen, och ris är den viktigaste spannmålen och stapelfödan för hälften av jordens befolkning. Det finns också vilda arter av Oryza som ses som ogräs i Asien.
Vildris (Leersia oryzoides ) tillhör inte släktet Oryza.

## Risets uppbyggnad
Arter inom släktet kan bli en till två meter högt[källa behövs] och är ett upprätt strå med långa smala blad. Bladen är glatta på undersidan och strävhåriga på ovansidan. Strået har i genomsnitt 20 till 30 sidoskott och på varje skott finns en blomvippa som kan ha, eller vara utan borst. Det finns i genomsnitt 70 till 80 riskorn i varje vippa.[källa behövs]
Riskornet, som är ovalt och tillplattat, är risets frukt. Riskornet är sammanvuxet med blomfjällen och det är dessa som utgör riskornets hårda skal. Innanför detta skal finns ett lager som består av en grå hinna, som kallas silverhinnan, som innehåller mycket B-vitaminer och mineralämnen. Innerst sitter den stärkelserika riskärnan.

## Arter
Över 300 namn har föreslagits för arter, underarter och andra underliggande taxa inom släktet. Auktoriteter har lika uppfattning om hur många av dessa som bör beskrivas som goda arter. Denna lista, som inte är i taxonomisk ordning, följer World Checklist som upprätthålls av Kew Garden i London.
- Oryza australiensis – Australien
- Oryza barthii – tropiska Afrika
- Oryza brachyantha – tropiska Afrika
- Oryza coarctata – Indien, Pakistan, Bangladesh, Myanmar
- Oryza eichingeri – tropiska Afrika, Sri Lanka
- Oryza glaberrima (afrikanskt ris) – tropiska Afrika
- Oryza grandiglumis – Brasilien, Venezuela, Franska Guiana, Colombia, Peru, Bolivia
- Oryza latifolia – Latinamerika, Västindien från Sinaloa, och från Kuba till Argentina
- Oryza longiglumis – Nya Guinea
- Oryza longistaminata – Madagaskar, tropiska och södra Afrika
- Oryza meyeriana – Kina, Indiska subkontinenten, Sydostasien
- Oryza minuta – Himalaya, Sydostasien, Nya Guinea, Northern Territory i Australien
- Oryza neocaledonica – Nya Kaledonien
- Oryza officinalis – Kina, Indiska subkontinenten, Sydostasien, Nya Guinea, Australien
- Oryza punctata – Madagaskar, tropiska och södra Afrika
- Oryza ridleyi – Sydostasien, Nya Guinea
- Oryza rufipogon – Kina, Indiska subkontinenten, Sydostasien, Nya Guinea, Australien
- Oryza sativa (asiatisk ris) – Kina, Indien, Japan, Sydostasien. Växer idag även vilt på många andra platser,
- Oryza schlechteri – Nya Guinea

Tidigare inkluderades på andra arter som idag placeras i släkten som Echinochloa Leersia Maltebrunia Potamophila Prosphytochloa Rhynchoryza.